# Квести, Джулио
Джулио Квести (18 марта 1924, Бергамо — 3 декабря 2014, Рим) — итальянский кинорежиссёр и сценарист. Некоторые источники утверждают, что имя Джулио Квести является псевдонимом другого итальянского кинодеятеля Итало Цингарелли.

## Карьера в кино
Кинокарьера Джулио Квести началась в 1956 году, когда он выступил в качестве технического ассистента режиссёра при съёмках картины Kean. В 1967 году Квести снимает отвратительный, нигилистический, пропитанный кровью спагетти-вестерн Джанго, стреляй.... Картина рассказывала о мстящем человеке, а Луис Поль в своей книге Italian Horror Film Directors назвал её одним из наиболее сильных песчаных спагетти-вестернов десятилетия. Год спустя Квести снял сюрреалистический фильм Смерть, снёсшая яйцо, главные роли в котором исполнили Ева Олин, Джина Лоллобриджида и Жан-Луи Трентиньян. В 1972 году Квести опять режиссирует, а также пишет сценарий к сюрреалистической драме Колдунья, главными героями которой явились медиумы мать и сын.
Следующая картина Квести вышла лишь в 1982 году на телевидении и называлась Вампиризм. В начале 90-х Квести также для телевидения режиссирует и пишет сценарий к триллерам Не открывайте человеку в черном! и Знак Коммандо соответственно.

## Фильмография
| Год  | Русское наименование             | Оригинальное наименование | Кто                            |
| ---- | -------------------------------- | ------------------------- | ------------------------------ |
| 1992 | Знак Коммандо                    | Il Segno del comando      | Режиссёр, сценарист.           |
| 1990 | Не открывайте человеку в черном! | Non aprite all’uomo nero  | Режиссёр, сценарист.           |
| 1982 | Вампиризм                        | Vampirismus               | Режиссёр.                      |
| 1972 | Колдунья                         | Arcana                    | Режиссёр, сценарист.           |
| 1968 | Смерть, снёсшая яйцо             | La Morte ha fatto l’uovo  | Режиссёр, сценарист.           |
| 1967 | Джанго, стреляй...               | Se sei vivo spara         | Режиссёр, сценарист, продюсер. |
| 1966 | Дамы и господа                   | Signore & signori         | Актёр.                         |
| 1956 |                                  | Kean                      | Первый ассистент режиссёра     |